# パンチマニア 北斗の拳
『パンチマニア 北斗の拳』（パンチマニアほくとのけん）は、2000年4月13日に稼動したコナミ（後のコナミアミューズメント）のアーケードゲーム。2000年12月に続編の『パンチマニア 北斗の拳2 激闘修羅の国編』のタイトルで稼動。使用基板はデジタルサウンド拡張基板増設型の「SYSTEM573」。

## 概要
漫画『北斗の拳』の第1部を原作としている。各種ストーリーを選択することによりケンシロウ、ラオウ、レイを主人公とし、ストーリーを進めていく。なお稼動当初はストーリーモードの主人公はケンシロウだけだったがバージョンアップ版の稼動によってラオウとレイのストーリーも追加された。
筐体には6つのパンチパッドがあり、それを専用のグローブを装着し叩くシステムとなっている。正確にはパッドが赤く点滅したら叩くというシステムなので、光る前や光った後ではミスになってしまうのでタイミングが必要である。プレイヤー・敵の双方に奥義ゲージがあり、パッドを正確に叩いていくとプレイヤー側のゲージが溜まり最大に達すると必殺奥義が自動的に発動される。必殺奥義の際には「○発叩け」や「順番通りに叩け」などの課題が課せられ、成功すれば奥義成功となり敵を倒せるが失敗した場合は敵を倒せず奥義ゲージ無しの状態に戻る（ステージによっては敵の奥義が発動したり即ゲームオーバーになる）。一方、ミスすると敵の奥義ゲージが溜まり最大に達した場合は敵の奥義が発動する。敵の奥義の際にはパッドの起き上がりが激しい上にミスしたときのダメージも大きくなっている。
キャストはケンシロウ、ラオウ、レイ、シン、ナレーションの千葉繁はアニメと同じ声優が起用され、それ以外は別人や制作スタッフが声を当てている。
なお、各モードにはキャラクターごとのエンディングがある。

## ゲームモード
北斗神拳基本編（練習）（2ステージ）
いわゆる練習モードであり、基本となるタイミングなどを解説しながらリュウケンと戦う。その後にジードとの対戦になる。
サザンクロス編（初級）（3ステージ）
ケンシロウ視点で、ジード、ハート、シンを倒していく。
南斗六聖拳編（中級）（4ステージ）
ケンシロウ視点。牙一族、レイ、シュウ、サウザーを倒していく。
世紀末覇者・拳王編（中級）（4ステージ）
ケンシロウ視点。カーネル、デビル・リバース、ウィグル獄長、拳王を倒していく。
南斗六聖拳・義星編（中級）（4ステージ）
レイの視点で、拳王、牙一族、アミバ、ユダを倒していく。
このモードは体力回復が一切なく、受けたダメージが次のステージに引き継がれる。
世紀末救世主伝説編（上級）（5ステージ）
ケンシロウの視点。ジャギ、アミバ、トキ、リュウガ、ラオウを倒していく。
世紀末覇王伝説編（最上級）（4ステージ）
ラオウ視点でトキ、ジュウザ、フドウ、ケンシロウを倒していく。

## 登場キャラクター
- ケンシロウ （声：神谷明）
- ラオウ（拳王） （声：内海賢二）
- レイ （声：塩沢兼人）
- シン （声：古川登志夫）
- トキ （声：木村雅史）
- シュウ （声：石塚堅）
- ユダ （声：佐々木誠）
- サウザー （声：佐藤晴男）
- フドウ （声：佐藤晴男）
- ジュウザ （声：石塚堅）
- リュウガ （声：高橋広樹）
- ジード （声：石塚堅）
- カーネル （声：上別府仁資）
- ハート （声：佐々木誠）
- デビル・リバース （声：木村雅史）
- 牙大王 （声：佐藤晴男）
- ジャギ （声：佐藤晴男）
- アミバ （声：佐々木誠）
- ウイグル獄長 （声：木村雅史）
- リュウケン （声：木村雅史）

## 主題歌
オープニング「愛をとりもどせ!!」歌 - クリスタルキング

## パンチマニア 北斗の拳2 激闘修羅の国編
漫画『北斗の拳』の第2部を原作とし、同時に第1部のストーリーも選択可能。
今回も、ケンシロウ、アイン、ファルコ、カイオウなどの重要キャラクターはアニメ版で声を担当した声優が担当している。なお、ナレーションは前作と同様に千葉繁が担当し、アニメと同じくジャコウの声も同時に担当している。
通信対戦モードでは、ケンシロウ、カイオウや、前作に登場したラオウや、レイ、ジャギなども使用可能。

### ゲームモード
新・北斗神拳伝説編（初級）（3ステージ）
ケンシロウ視点となって、バロナ・バスク、ゲイラ、アインを倒していく。
ケンカ拳法伝説編（初級）（3ステージ）
アイン視点で、ブゾリ、バット、ジャコウを倒していく。
中央帝都強襲編（中級）（4ステージ）
ケンシロウ視点。ソリア、ハーン兄弟、ジャコウ、ファルコを倒していく。
修羅の国編（中級）（4ステージ）
ケンシロウ視点で、赤シャチ、修羅、アルフ、ハンを倒していく。
真・救世主伝説編（上級）（5ステージ）
ケンシロウ視点で、シエ、シャチ、ヒョウ、最後はカイオウと戦う。
最後のカイオウは前半、後半と2ステージある。
激闘!死兆星編
スペシャルモード。第1部に登場した24人の対戦相手から、自由に選んで戦う。

### 追加キャラクター
- バスク
- バロナ （声：木村雅史）
- ゲイラ
- アイン （声：山口健）
- ブゾリ
- バット （声：石塚堅）
- ソリア （声：佐々木誠二）
- ハーン兄弟
- ジャコウ （声：千葉繁）
- ファルコ （声：田中秀幸）
- 赤シャチ （声：佐藤晴男）
- 修羅 （声：石塚堅）
- アルフ （声：木村雅史）
- ハン （声：佐藤晴男）
- シエ
- シャチ （声：石塚堅）
- ヒョウ （声：高橋広樹）
- カイオウ （声：内海賢二）

### 主題歌・使用曲
「TOUGH BOY」歌 - TOM★CAT
「愛をとりもどせ!!」歌 - クリスタルキング